# Сенат Гавайев
Сенат Гавайев (англ. Hawaii Senate) — верхняя палата легислатуры штата Гавайи. Главой Сената является Председатель, который выбирается самим Сенатом из своих членов путём голосования.
Сенат Гавайев заседает в Капитолии штата Гавайи в Гонолулу.

## История
Предшественником Сената Гавайев является Палата дворян (англ. House of Nobles), созданная в 1840 году в Королевстве Гавайи. В 1894 году после свержения короля и учреждения Республики Гавайи палата была переименована в Сенат.

## Состав
Сенат состоит из 25 членов, каждый из которых избирается раз в четыре года от каждого из 25 избирательных округов. В настоящее время все 25 мест занимают представители Демократической партии Гавайев. Это единственная безоппозиционная палата парламентов штатов США (за исключением Небраски, где члены легислатуры официально являются беспартийными).
| 25        |
| Демократы |

| Дата                          | Партия (Выделение указывает партию большинства) | Партия (Выделение указывает партию большинства) | Партия (Выделение указывает партию большинства) | Всего |   |    |
| Дата                          | Демократы                                       | Республиканцы                                   | Вакантно                                        | Всего |   |    |
| ----------------------------- | ----------------------------------------------- | ----------------------------------------------- | ----------------------------------------------- | ----- | - | -- |
| Дата                          | Конец предыдущего созыва (2016)                 | 24                                              | 1                                               | Всего | 0 | 25 |
|                               |                                                 |                                                 |                                                 |       |   |    |
| Начало текущего созыва (2017) | 25                                              | 0                                               | 0                                               | 25    |   |    |
| В настоящее время             | 100%                                            | 0%                                              |                                                 |       |   |    |

С 5 мая 2015 года Председателем Сената является Рональд Коучи.